# 寺井西口駅
寺井西口駅（てらいにしぐちえき）は、かつて石川県能美郡寺井町寺井（現：能美市寺井町）に位置していた、北陸鉄道能美線の駅（廃駅）である。

## 歴史
- 1925年（大正14年）8月13日：能美電気鉄道の駅として開業。
- 1939年（昭和14年）8月1日：金沢電気軌道の駅となる。
- 1980年（昭和55年）9月14日：能美線廃止に伴い廃駅。

## 駅構造
単式ホーム1面1線を有する地上駅であり、ホームは線路より東側、南北を指すように位置した。

## 駅周辺
現在の能美市立寺井中学校や寺井病院が至近であった。

## 現状
能美線廃止後は駅跡は撤去され、生活道路として利用されており、当時の面影はない。

## 隣の駅
北陸鉄道
能美線
本寺井駅 - 寺井西口駅 - 五間堂駅